# Patricia Libregts
Patricia Libregts, nach Heirat Patricia Megens, (* 22. Februar 1966 in Rotterdam) ist eine ehemalige niederländische Wasserballspielerin. Sie war Weltmeisterin 1991 und 1986 Weltmeisterschaftszweite. Außerdem war sie Europameisterin 1985, 1987 und 1989 sowie Europameisterschaftszweite 1991 und 1999.

## Sportliche Karriere
1985 wurde die ersten Wasserball-Europameisterschaft für Frauen ausgetragen. Die niederländische Nationalmannschaft gewann den Titel vor den Ungarinnen und der Mannschaft aus der BRD. Im Jahr darauf fand in Madrid die erste offizielle Weltmeisterschaft statt. Hier siegten die Australierinnen vor den Niederländerinnen und der Mannschaft aus den Vereinigten Staaten. 1987 und 1989 konnten die Niederländerinnen den Europameistertitel jeweils vor den Ungarinnen verteidigen. Anfang 1991 siegten die Niederländerinnen bei der zweiten Weltmeisterschaft vor den Kanadierinnen und dem US-Team. Im Sommer unterlagen die Niederländerinnen im Finale der Europameisterschaft den Ungarinnen mit 8:11.
Nach langer Pause kehrte Patricia Megens 1999 in die Nationalmannschaft zurück. Bei der Europameisterschaft 1999 gewannen die Niederländerinnen ihre Vorrundengruppe vor den Italienerinnen. Im Finale trafen die beiden Teams wieder aufeinander und die Italienerinnen holten den Titel nach Verlängerung. Bei der olympischen Premiere des Frauen-Wasserballs 2000 in Sydney spielten die sechs teilnehmenden Mannschaften in der Vorrunde alle gegeneinander. Nach dieser Vorrunde lagen die Niederländerinnen auf dem dritten Platz. Nach einer 5:6-Halbfinalniederlage gegen das US-Team verloren sie auch das Spiel um die Bronzemedaille mit 3:4 gegen die Russinnen. Patricia Megens war in sechs Spielen dabei. Ihr einziges Tor erzielte sie gegen die Australierinnen.
Die 1,78 m große Patricia Libregts spielte beim Goudsche Zwemclub. Patricia Libregts ist die Tochter des Fußballtrainers Thijs Libregts. 1996 wurde ihre Tochter Maud Megens geboren, die zwanzig Jahre nach ihrer Mutter an Olympischen Spielen teilnahm.